# Lista över prefix i svenskan
Denna sida är en lista över prefix i det svenska språket.
| Prefix                   | Betydelse                                 | Exempel                                | Ursprung |
| ------------------------ | ----------------------------------------- | -------------------------------------- | --- |
| A-, an-                  | Utan, inte                                | Anormal, anaerob                       | |
| Ab-, abs-                | Borta, från, skilt                        | Absens                                 | |
| Ad-, af-, ak-            | Till, mot                                 | Addition                               | |
| Ante-                    | Före                                      | Antebellum                             | Från latin ante (“före”) |
| Anti-                    | Mot                                       | Antibyråkratisk, antioxidant           | |
| Astro-                   | Stjärna                                   | Astronomi                              | |
| Auto-                    | Själv                                     | Autodidakt                             | |
| Bi-                      | Två                                       | Binär, bipolär                         | |
| Bio-                     | Liv                                       | Biodynamik                             | |
| De-, des-                | Av, ur, från, bort                        | Destruktion                            | |
| Deka-                    | Tio                                       | Dekagon                                | |
| Deci-                    | Tiondel                                   | Decimeter                              | |
| Di-                      | Två                                       | Dipol                                  | |
| Dia-                     | Genom, mellan                             | Dialog                                 | |
| Dis-, des-               | Inte, isär, åtskils                       | Disharmoni                             | |
| Dys-                     | Dålig                                     | Dystopi, dyslexi                       | |
| Ego-                     | Jag                                       | Egocentrisk                            | |
| Epi-                     | efter                                     | Epigon                                 | |
| Euro-                    | syftar på Europa eller Europeiska unionen |                                        | |
| Ex-, e-                  | Ur, bort, ut                              | Exstirpation                           | |
| Ex-                      | Före detta                                | Expresident                            | |
| Exo-                     | Utanpå, yttre, utifrån, utåt              | Exodus, exoterm                        | |
| Eu-                      | Gott, väl                                 | Eudemonism, eutanasi                   | |
| Geo-                     | Jord                                      | Geologi                                | |
| Giga-                    | Miljard                                   | Gigabyte                               | Från grekiskans γίγας ("jätte") |
| Hemi-                    | Halv                                      | Hemisfär                               | |
| Hetero-                  | Olika                                     | Heterodox                              | |
| Hexa-                    | Siffran sex                               | Hexagon                                | |
| Homo-                    | Lika                                      | Homogen                                | |
| Hypo-                    | Under                                     | Hypokondri                             | |
| Hyper-                   | Över                                      | Hyperaktiv, hyperrymden                | |
| Icke-                    | Negation                                  | Icke-linjär                            | |
| Ill-, im-, in-, irr-     | Inte, in                                  | Illegal, impotens, inaktiv, irrelevant | |
| Infra-                   | Nedanför, under                           | Infraljud                              | |
| Inter-                   | Mellan, bland                             | Internet                               | |
| Intra-                   | Innanför                                  | Intramuskulär, intranät                | |
| Koll-, kom-, kon-, korr- | Med, samman                               | Kombinatorik                           | |
| Kontra-                  | Mot, emot                                 | Kontraspionage, kontrapunkt            | |
| Kron-                    | Tid                                       | Kronisk, kronologisk                   | |
| Kvasi-                   | Nästan                                    | Kvasiintellektuell, kvasidiskussion    | Från latin quasi (“nästan”) |
| Makro-                   | Stor                                      | Makrokosmos                            | |
| Mal-                     | Dålig, elak, felaktig                     | Malign, malplacerad                    | |
| Mega-                    | Miljon, stor                              | Megabyte                               | |
| Mikro-                   | Liten, miljondel                          | Mikrometer                             | |
| Mobil-                   | Rörlig                                    | Mobiltelefon                           | |
| Mono-                    | En, ensam                                 | Monogami                               | |
| Multi-                   | Flera, många                              | Multimeter, multinationell             | |
| O-                       | Negation                                  | Otydlig                                | |
| Ob-, op-                 | Mot, över                                 | Observatorium                          | |
| Omni-                    | Som omfattar allt, alla, varje            | Omnibus, omnipotens                    | |
| Para-                    | I strid med                               | Parasit                                | |
| Pass-, pat-              | Lidande                                   | Passion, patetisk                      | |
| Penta-                   | Fem                                       | Pentagon                               | |
| Per-                     | Genom                                     | Periskop                               | Från grekisk per (“genom”) |
| Poly-                    | Fler, många                               | Polygrip                               | |
| Popul-                   | Folk                                      | Populism                               | |
| Post-                    | Efter                                     | Postmodernism                          | Från latin post (“efter”) |
| Pre-                     | Före                                      | Preventivmedel                         | |
| Pro-                     | Före (i tiden), framför, framåt           | Provokation                            | |
| Pseudo-                  | Falsk                                     | Pseudoaltruism, pseodovetenskap        | |
| Re-                      | Åter, tillbaka                            | Rehabilitering                         | |
| Real-                    | Verklig                                   | Realism                                | |
| Retro-                   | Tillbaka, åter                            | Retrospektiv                           | |
| Semi-                    | Halv                                      | Semifinal, semikolon                   | |
| Steno-                   | Trång, smal, knapp                        | Stenografi                             | Ursprungligen från grekiskans stenos |
| Sub-                     | Under                                     | Sublimation                            | |
| Super-                   | Över                                      | Superlativ                             | från latinet som betyder "över", "ovanpå", "ovanför", "ytterligare" etc.                                                                               |
| Supra-                   | Ovanför, över                             | Supranormal                            | |
| Sym-, syn-               | Med, tillsammans                          | Symbios                                | |
| Tele-                    | Fjärran                                   | Telefon                                | |
| Tera-                    | Biljon                                    | Terabyte                               | |
| Tetra-                   | Fyra                                      | Tetraeder                              | |
| Tra-, trans-             | Över, bortom, att gå bortom               | Transistor                             | Från latinets transire, "gå över". Som preposition över, gå över, bortom, det förmodliga ursprunget är från trare-, som betyder att korsa (se igenom). |
| Tri-                     | Tre                                       | Triangel, Triplett                     | |
| Ultra-                   | Mer än, utöver                            | Ultraviolett                           | |
| Uni-                     | En                                        | Uniform                                | |